# VI Dywizjon Bombowy Lekki

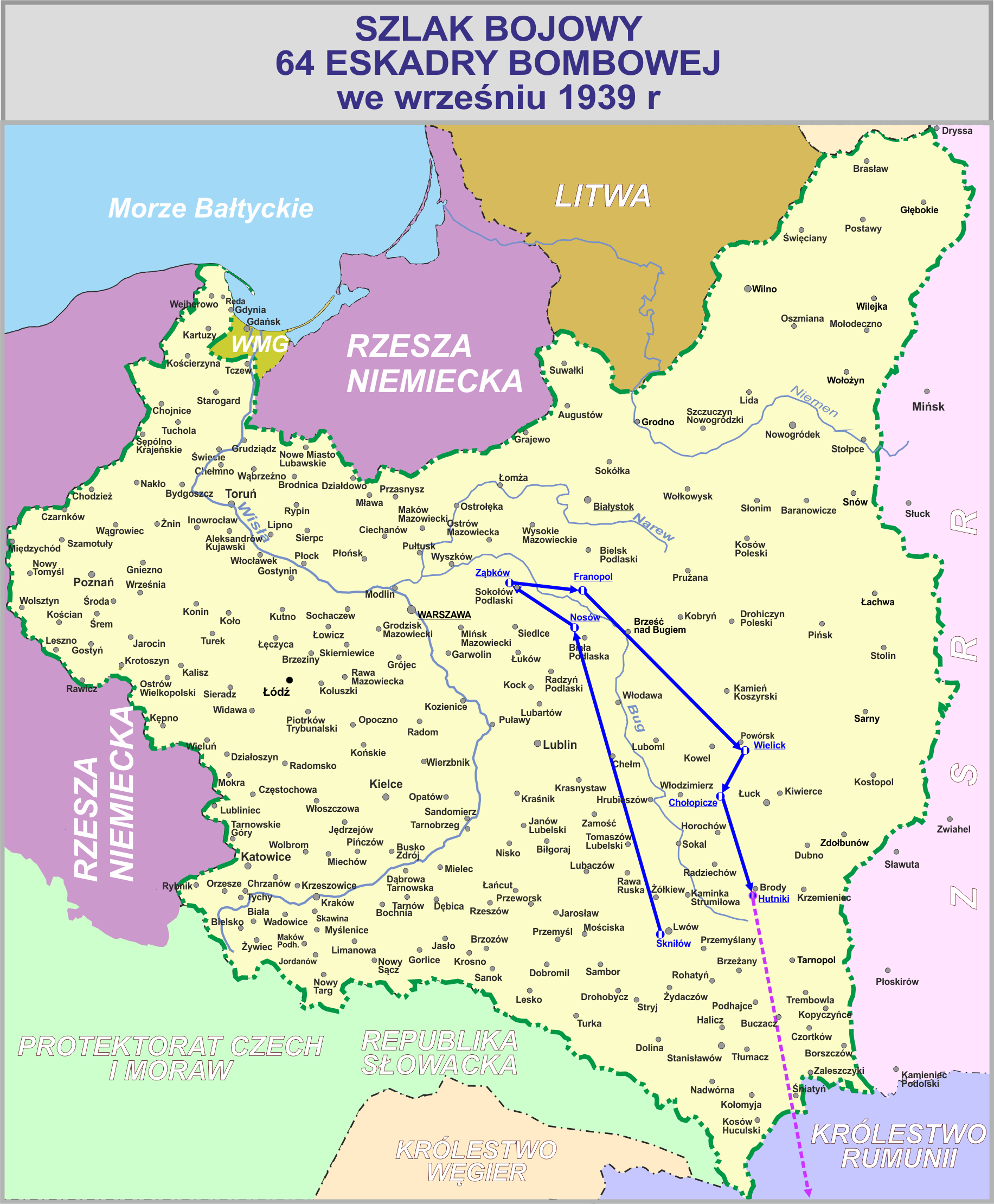

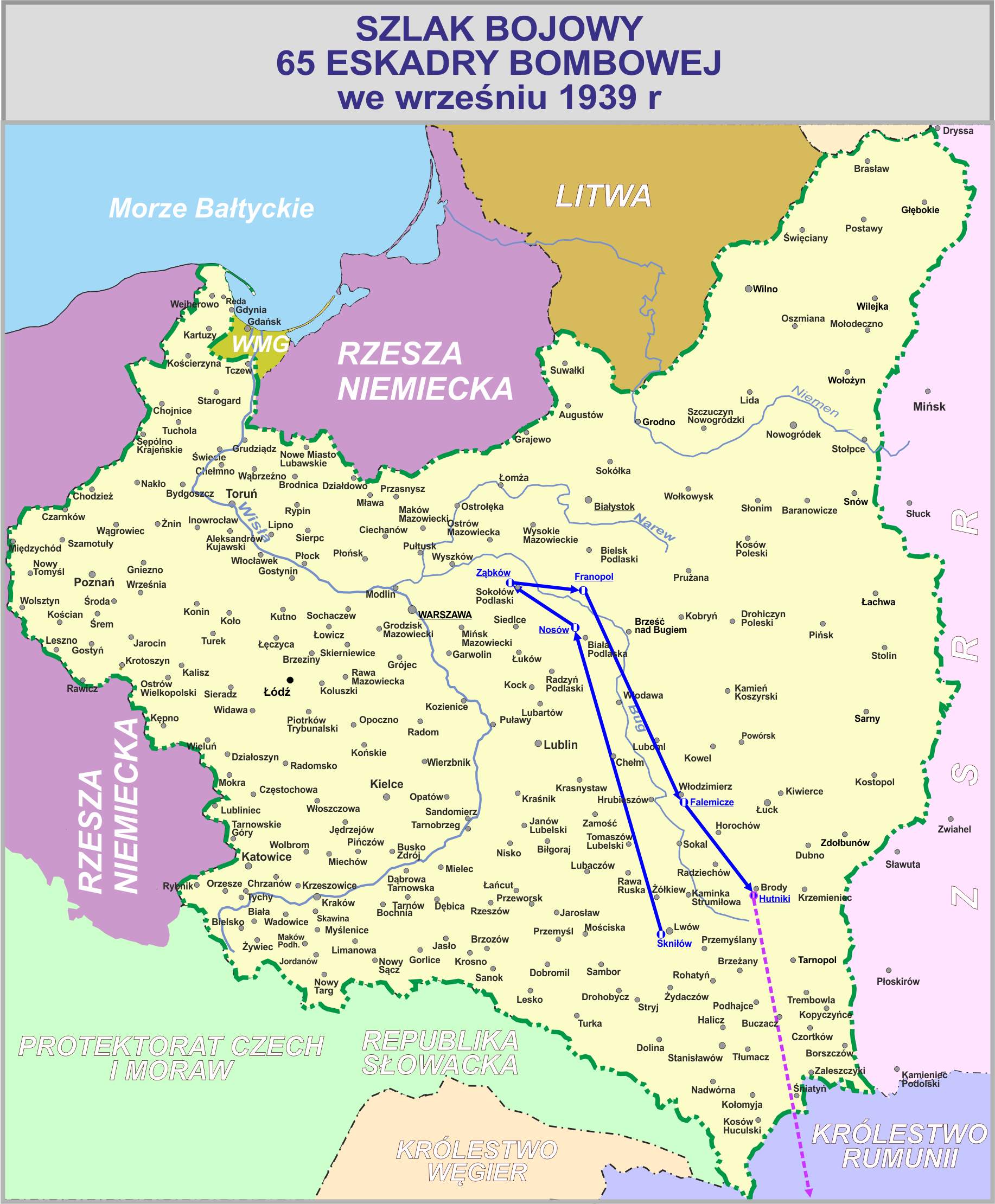

VI dywizjon bombowy lekki (II dywizjon liniowy) – pododdział lotnictwa Wojska Polskiego w II Rzeczypospolitej.

## Historia
W kampanii wrześniowej dywizjon walczył w składzie Brygady Bombowej, operując z lotniska Nosów i posiadając na uzbrojeniu 20 samolotów PZL.23B Karaś, 2 samoloty Fokker F.VIIB/3m i 4 samoloty RWD-8.

## Dowódcy dywizjonu
- kpt. obs. Jan Schram (wz. X 1932 - II 1934)
- mjr obs. Alfred Peszke (1939)

## Organizacja i obsada personalna we wrześniu 1939
- Dowództwo
  - dowódca: mjr obs. Alfred Peszke
  - oficer taktyczno-operacyjny: kpt. pil. Jan Gaździk[1].
  - oficer nawigacyjno-bombowy: por. obs. Jerzy Preiss[1]
- 64 eskadra bombowa – kpt. pil. Mieczysław Pronaszko
- 65 eskadra bombowa – kpt. pil. Maciej Piotrowski

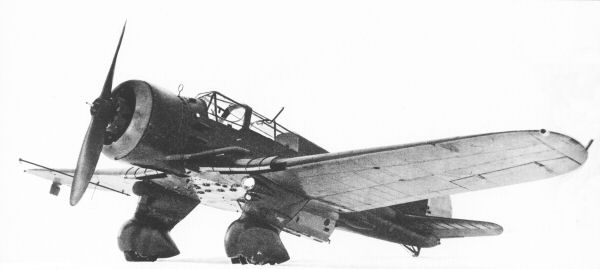
PZL.23 Karaś
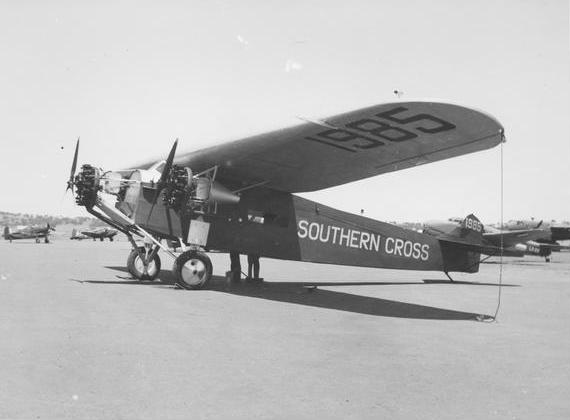
Fokker F.VII
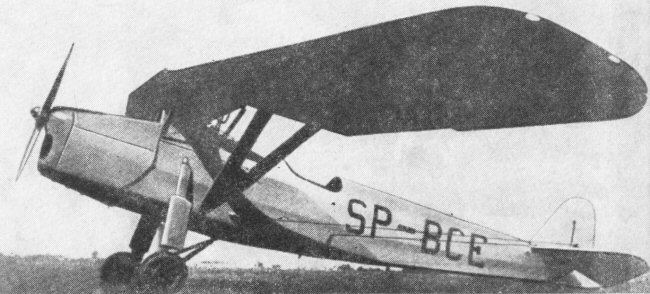
RWD-8